# Welwitschia-ordenen
Welwitschia-ordenen (Welwitschiales) er en lille orden med en enkelt familie, den nedennævnte. Se nærmere beskrivelse under Welwitschia.
| familier |

- Welwitschia-familien (Welwitschiaceae)